# The Process of Belief
The Process of Belief è un album dei Bad Religion uscito nel 2002.

## Descrizione
È il primo album punk rock dei Bad Religion che segna il ritorno alla Epitaph Records dalla pubblicazione di Stranger than Fiction del 1994 e di Brett Gurewitz alla chitarra. La presenza di quest'ultimo riconduce la band su livelli comparabili a No Control e Suffer, ma con un sound decisamente più pulito.
Il disco alterna canzoni più prettamente punk ad altre più rock, anche se in alcuni brani vengono introdotti lievi elementi di elettronica o altri espedienti (come l'intermezzo in Bored And Extremely Dangerous) divenuti ormai comuni agli ultimi Bad Religion. Come tipico della band, le canzoni riguardano tematiche impegnate quali la lotta alla violenza, alle ingiustizie sociali e ad altri drammi dei tempi moderni.

## Tracce
1. Supersonic - 1:46 - (Gurewitz)
2. Prove It - 1:14 - (Graffin)
3. Can't Stop It - 1:09 - (Gurewitz)
4. Broken - 2:54 - (Gurewitz)
5. Destined for Nothing - 2:35 - (Graffin)
6. Materialist - 1:53 - (Graffin)
7. Kyoto Now! - 3:19 - (Graffin)
8. Sorrow - 3:21 - (Gurewitz)
9. Epiphany - 3:59 - (Graffin)
10. Evangeline - 3:10 - (Gurewitz)
11. The Defense - 3:53 - (Gurewitz)
12. The Lie - 2:18 - (Graffin)
13. You Don't Belong - 2:49 - (Gurewitz)
14. Bored and Extremely Dangerous - 3:25 - (Graffin)

## Formazione
- Greg Graffin – voce
- Brett Gurewitz – chitarra
- Brian Baker – chitarra
- Greg Hetson – chitarra
- Jay Bentley – basso
- Brooks Wackerman – batteria